# Stocznia Szczecińska B-430
Der Frachtschiffstyp B-430, auch B430 ist ein Serienfrachtschiffstyp der Stettiner Werft Stocznia Szczecińska im. A. Warskiego.

## Geschichte

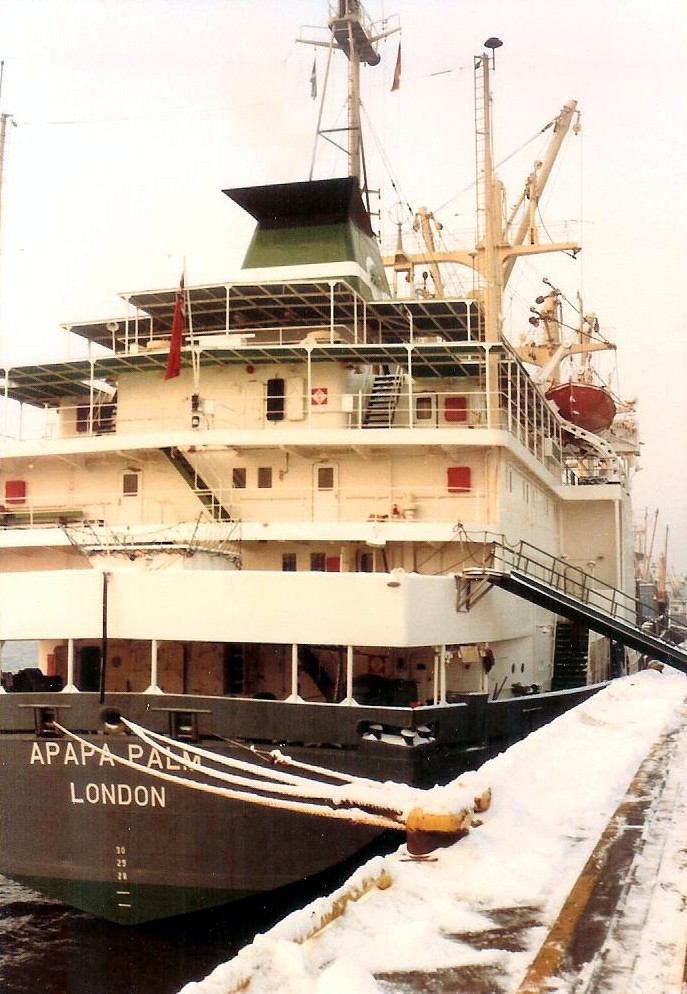
Achterschiff der Apapa Palm

Die Werft entwickelte den Schiffstyp Anfang der 1970er Jahre. Die Schiffsserie wurde von 1972 bis 1980 in 12 Einheiten gebaut. Aufgrund der Weiterentwicklung während der laufenden Serie wird die Baureihe in B430-I (6 Einheiten) und B430-7 (6 Einheiten) unterteilt. Das Bauprogramm dieses Schiffstyps wurde fast vollständig von einer Beteiligungsgesellschaft der Hamburger Reederei Harald Schuldt geordert. Erstes Schiff der Serie war die Schauenburg mit der Baunummer 242. Als einziges nicht direkt von Schuldt geordertes Schiff wurde die 1973 gebaute Monsun an die Reederei Kommanditgesellschaft ZYKLON Schiffahrtsgesellschaft m.b.H. & Co in Hamburg abgeliefert. Die ersten sechs Schiffe (B430-1) wurden seinerzeit auf spekulativer Basis geordert und teils weiterveräußert, teils bareboat-verchartert. Mehrere Reedereien des UKWAL (UK West Africa Line) Konsortiums, wie die Palm Line, Elder Dempster Lines oder die Nigerian National Shipping Line betrieben oder kauften Schiffe dieser für den Westafrikadienst besonders geeigneten Serie.

### Kollision derSulpicio Express Siete
Das letzte an die Reederei Harald Schult abgelieferte Schiff der Serie hatte am Abend des 16. August 2013 als Sulpicio Express Siete der Reederei Philippine Span Asia Carrier  (vormals Sulpicio Lines) aus Cebu City eine Kollision im Hafen in Cebu mit der Fähre St. Thomas of Aquinas. Die getroffene Fähre sank daraufhin, wobei eine große Zahl an Passagieren ums Leben kam.

## Technik
Der Typ B430 ist ein Mehrzweck-Trockenfrachter mit achtern angeordneten Aufbauten achterem Maschinenraum und langer Back. Der Schiffsantrieb besteht aus einem in Sulzerlizenz gefertigten Typ 6RND68 Zweitakt-Dieselmotor des Herstellers H. Cegielski aus Poznań. Die Motoren leisten 7286 kW und wirken direkt auf einen Festpropeller mit einer Drehzahl von bis zu 150 Umdrehungen pro Minute.
Die vier Laderäume verfügen über je ein Zwischendeck und haben zusammen ein Schüttgutvolumen von 19.121 m3 und 17.274 m3 Ballenraum. Die mittig geteilten Lukenöffnungen der Räume 2 bis 4 machen einen zügigen Ladungsumschlag des Schiffstyps auch bei mehrfach aufgeteilten Ladungspartien der einzelnen Lade- und Löschhäfen möglich. Verschlossen werden die Luken durch Stahllukendeckel des Typs McGregor. Das Öffnen und Schließen der Luken nimmt nur wenige Minuten in Anspruch. Das Ladegeschirr bestand aus sieben Schwingladebäumen des Herstellers McGregor/Hallen mit je 36 Tonnen Kapazität.

## Übersicht
| Typ-B430-Schiffe | Typ-B430-Schiffe      | Typ-B430-Schiffe | Typ-B430-Schiffe  | Typ-B430-Schiffe                           | Typ-B430-Schiffe | Typ-B430-Schiffe |
| Bauname          | Bauvariante/Baunummer | IMO-Nummer       | Baujahr           | Auftraggeber                               | Umbenennungen und Verbleib |                  |
| ---------------- | --------------------- | ---------------- | ----------------- | ------------------------------------------ | --- | ---------------- |
| Schauenburg      | B430-I/242            | -                | 1973              | Harald Schuldt, Hamburg                    | ab 1977 → an Palm Line als Apapa Palm, 1985 → General Salom, 1993 → Orient Challenge, ab 13. August 1999 → Abbruch in Alang                                                                                               |                  |
| Shonga           | B430-I/               | -                | 1973              | Harald Schuldt, Hamburg                    | - |                  |
| Monsun           | B430-I/               | -                | 1973              | KG ZYKLON Schiffahrtsgesellschaft, Hamburg | - |                  |
| Hasselburg       | B430-I/               | -                | 1974              | Harald Schuldt, Hamburg                    | - |                  |
| Sherbro          | B430-I/               | -                | 1974              | Harald Schuldt, Hamburg                    | - |                  |
| River Hadejia    | B430-I/               | 7362689          | 7. September 1974 | Harald Schuldt, Hamburg                    | 1986 Green Lagoon, 1987 Gulf Liberty, 1988 LM Noble Lady, 1989 Ganges, 1991 Orient Ganges, ab 30. September 1999 in Alang verschrottet.                                                                                   |                  |
| Sokoto           | B430-7/               | -                | 1978              | Harald Schuldt, Hamburg                    | - |                  |
| Sekondi          | B430-7/               | -                | 1979              | Harald Schuldt, Hamburg                    | 1985 → Bello Folawiyo, 1985 → Sekondi, 1986 → Deo Juvante, 1988 → Merkur America, 1990 → EAL Opal, 1991 → Berlioz, 1991 → Wing Son, 1999 → Jaami, 2004 in Colombo auf Wellenbrecher gespült, 2006 → Abbruch in Chittagong |                  |
| Guatemala        | B430-7/               | -                | 1979              | Harald Schuldt, Hamburg                    | - |                  |
| Honduras         | B430-7/               | -                | 1979              | Harald Schuldt, Hamburg                    | - |                  |
| Sapele           | B430-7/11             | 7720087          | 1979              | Harald Schuldt, Hamburg                    | 1986 Antilles, 1990 Saint Pierre, 1998 Astra Sea, 2008 Bulk Trader, 2010 Senja Fjord, ab 13. Juli 2010 verschrottet. |                  |
| Costa Rica       | B430-7/12             | 7724344          | 1981              | Harald Schuldt, Hamburg                    | 1989 EAL Saphire, 1990 Echo Pioneer, 2002 Abeer S, 2004 Lily Crown, 2009 Sulpicio Express Siete |                  |

.